# Rémondans-Vaivre
Rémondans-Vaivre é uma comuna francesa na região administrativa de Borgonha-Franco-Condado, no departamento de Doubs. Estende-se por uma área de 9,19 km². Em 2010 a comuna tinha 238 habitantes (densidade: 25,9 hab./km²).